# Ренсом Елі Олдс
Ренсом Елі Олдс (англ. Ransom Eli Olds; 3 червня 1864, Женева, Огайо — 26 серпня 1950, Лансинг) — американський винахідник і промисловець, конструктор першого комерційно вдалого американського автомобіля «Oldsmobile».